# 7 травня
7 травня — 127-й день року (128-й у високосні роки) в григоріанському календарі. До кінця року залишається 238 днів.

## Свята і пам'ятні дні

### Національні
- В'єтнам: День перемоги при Дьєнб'єнфу.
- Казахстан: День захисника Вітчизни.
- Литва: День повернення друку.
- Канада: День психічного здоров'я дітей та молоді.

### Професійні
- Бангладеш: День інженера.
- Росія: День радіо

## Неофіційні

### Релігійні

#### Християнство
Католицька церква: День Святої Рози Венеріні.

 Православна церква:
- Згадування появи на небі Хреста Господнього в Єрусалимі.
- Мученика Акакія, сотника.
- Преподобних Іоана Зедазнійського та учнів його: Авіва, єпископа Некреського, Антонія Марткобського, Давида Гареджийського, Зинона Ілкатського, Фадея Степанцмидського, Ісе (Ієсея), єпископа Цилканського, Йосифа, єпископа Алавердського, Ісидора Самтавійського, Михаїла Улумбійського, Пірра Бретського, Стефана Хирського і Шіо Мгвімського.
- Преподобного Платона, сповідника, Студійського.
- Преподобної Феодори Солунської.

### Іменини
✙ Православні: Іван 

✝  Католицькі: Людмила, Людомира

## Події

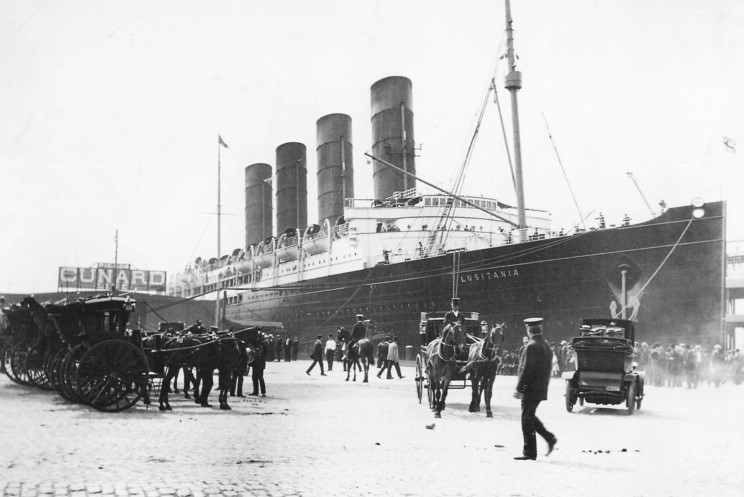
Лузітанія

- 1104 — хрестоносці зазнали поразки в битві під Харраном.
- 1253 — з Константинополя до Каракоруму вирушило французьке посольство на чолі з ченцем-францисканцем Гійомом де Рубруком.
- 1663 — в центрі Лондона відкрився Королівський театр. Через дев'ять років будівля згоріла, але була наново відбудована на попередньому місці, на Друрі-Лейн. Ніні — це найстаріший театр Англії.
- 1785 — француз Жан-П'єр Франсуа Бланшар разом з американцем Джоном Джеффрісом уперше у світі перетнули Ла-Манш на повітряній кулі.
- 1824 — у Відні відбулась прем'єра Дев'ятої симфонії Людвіга ван Бетховена.
- 1832 — Греція проголосила незалежність.
- 1861 — штат Теннессі ухвалив рішення про відокремлення від США.
- 1875 — підписання російсько-японського договору про обмін територіями, за яким Курильські острови переходили від Російської імперії в склад Японії в обмін на острів Сахалін.
- 1887 — американець Томас Стівенс завершив першу навколосвітню подорож на велосипеді. Він проїхав 13500 миль і був у дорозі більше трьох років.
- 1890 — в Російській імперії переглянуті закони 1882 та 1885 років про працю малолітніх і підлітків в бік їх погіршення: для малолітніх допускалась 9-годинна праця, а також робота на свята з дозволу інспекції; дозволялась нічна праця підлітків; роботодавці також отримали право звільняти працівника за неявку на роботу більше шести днів на місяць тощо.
- 1904 — в Російській імперії скасована заборона на друк литовськомовних текстів латинською абеткою (введена в 1864 році).  В Литві відзначається як День повернення друку.
- 1915 — німецька субмарина «U-20» торпедувала англійський пасажирський лайнер «Лузітанія». Загинули 1198 пасажирів.
- 1917 — Тимчасовий уряд Росії повернув Католицькій Церкві право релігійної проповіді в країні.
- 1920 — на другий день по закінченню Зимового походу головних сил Армії УНР, 6-та Січова дивізія Армії УНР в авангарді союзних українсько-польських військ вступила до Києва, з якого відступили окупаційні війська московської комуни.
- 1927 — заснована бразильська авіакомпанія VARIG — найбільша нині в Латинській Америці.
- 1934 — створення у Приамур'ї Єврейської автономної області з центром у Біробіджані.
- 1937 — Німеччина та Італія оголосили про створення військового союзу, відомого як «Вісь Рим-Берлін».
- 1941 — оркестр Гленна Міллера записав одну з найпопулярніших своїх мелодій Chattanooga Choo Choo.
- 1945
  - О 2 год. 41 хв в Реймсі, в штаб-квартирі генерала Дуайта Ейзенхауера був підписаний акт про безумовну капітуляцію Німеччини
- 1946 — в Токіо заснована компанія «Токіо цусін когьо» («Токійська компанія телезв'язку»), згодом — «Sony».
- 1954
  - Уряди США, Франції і Великої Британії відмовились прийняти СРСР у члени НАТО
  - Французький гарнізон Дьєнб'єнфу капітулював після вирішальної битви Першої Індокитайської війни.
- 1956 — міністр охорони здоров'я Великої Британії відмовився почати кампанію боротьби з палінням, заявивши, що він не певен в його шкоді.
- 1984 — в Москві КГБісти схопили на вулиці Андрія Сахарова і доставили в Горьківську обласну клінічну психіатричну лікарню ім. Семашка.
- 1985 — вийшла постанова ЦК КПРС про заходи щодо подолання пияцтва й алкоголізму. Початок найбільшої в історії СРСР антиалкогольної кампанії.
- 1995 — Національний банк України випустив монету вартістю 200 тисяч карбованців.
- 1996 — На Каннському кінофестивалі пройшла прем'єра фільму Люка Бессона «П'ятий елемент».
- 1999 — Вперше від моменту розколу в християнстві (1054) Папа Римський відвідав православну країну (Румунію).
- 2008
  - Об 11.00 у Чорному морі стався землетрус силою 3 бали за шкалою Ріхтера. Епіцентр був біля острова Зміїний. Слабкі поштовхи відчувались в Одесі.
- 2016 — У Полтаві відкрили перший у світі повноцінний пам'ятник гетьману Івану Мазепі.

## Народились
Дивись також Категорія:Народились 7 травня
- 1711 — Дейвід Г'юм, шотландський філософ-емпірист, історик та економіст, діяч епохи Просвітництва.
- 1713 — Алексі Клод Клеро, французький математик, геодезист і астроном.
- 1833 — Йоганнес Брамс, видатний німецький композитор, піаніст, диригент.
- 1840 — Петро Чайковський, український і російський композитор, диригент, музично-громадський діяч (†1893).
- 1861 — Рабіндранат Тагор, бенгальський прозаїк, поет, драматург, композитор, Нобелівський лауреат (1913). Автор державних гімнів Індії та Бангладеш.
- 1885 — Микола Кащенко, український біолог.
- 1892 — Йосип Броз Тіто, югославський комуністичний революціонер, політик, державний та військовий діяч, президент Югославії з кінця Другої світової війни до своєї смерті.
- 1896 — Павло Александров, український і російський математик.
- 1987 — Гжегож Пасют, польський хокеїст.

## Померли
Дивись також Категорія:Померли 7 травня
- 973 — Оттон I, перший імператор (з 962) Священної Римської імперії.
- 1800 — Піччіні Ніколо, італійський і французький композитор.

- 1901 — Олексій Алчевський, український промисловець, банкір, громадський діяч, меценат, чоловік Христини Алчевської. Засновник гірничих і металургійних підприємств на Луганщині. Засновник міста Алчевськ.
- 1908 — Петро Єфименко, український етнограф та історик, повернув із небуття останнього кошового отамана Запорізької Січі Петра Калнишевського.
- 1916 — Агапій Гончаренко, український громадський та церковний діяч.
- 1938 — Микола Касперович, український художник-«бойчукіст», реставратор, жертва сталінського терору.
- 1942 — Фелікс Вейнгартнер, австрійський диригент, композитор і піаніст.
- 1951 — Ворнер Бакстер, американський актор. Володар премії "Оскар".
- 1954 — Данило Демуцький, український, радянський фотограф та кінооператор.
- 1954 — Остап Грицай, український поет, літературознавець, журналіст, критик, перекладач, педагог.
- 1971 — Леонід Задніпровський, український актор.
- 2011 — Віллард Бойл, американський фізик канадського походження, лауреат Нобелівської премії з фізики за 2009 «за розробку оптичних напівпровідникових сенсорів».